# 萨尔泽杜
萨尔泽杜是巴西米纳斯吉拉斯州的一个市镇。总面积61.892平方公里，总人口23282人，人口密度376.2人/平方公里。